# The Strangers: Chapter 2
The Strangers: Chapter 2 es una próxima película de terror estadounidense dirigida por Renny Harlin y escrita por Alan R. Cohen y Alan Freedland. Está protagonizada por Madelaine Petsch y es la cuarta película de la serie de películas The Strangers. Es la segunda entrega de una nueva trilogía de películas, y la secuela directa de The Strangers: Chapter 1.

## Reparto
- Madelaine Petsch como Maya Lucas[1]

## Producción
La fotografía principal de las tres películas comenzó durante 52 días en septiembre de 2022 en Bratislava, Eslovaquia, y finalizó en noviembre de 2022.
Según Harlin, Chapter 2 y Chapter  3 irán en una dirección diferente a la primera película, y cubrirán el personaje de Petsch durante un lapso de cuatro días después de su encuentro.

## Estreno
Aunque originalmente estaba previsto su estreno a finales de 2024, la película se retrasó al 26 de septiembre de 2025.

## Secuela
La última entrega de una nueva trilogía de películas que se filmaron simultáneamente, titulada The Strangers: Chapter 3, se estrenará en una fecha no especificada.